# Bulbostylis aspera
Bulbostylis aspera är en halvgräsart som beskrevs av M.G.López. Bulbostylis aspera ingår i släktet Bulbostylis och familjen halvgräs. Inga underarter finns listade i Catalogue of Life.